# BAFTA (премия, 1953)
6-я церемония вручения наград премии BAFTA

Лондон, Англия
Лучший фильм: 

Звуковой барьер 

The Sound Barrier
Лучший британский фильм: 

Звуковой барьер 

The Sound Barrier
< 5-я Церемонии вручения 7-я >
6-я церемония вручения наград премии BAFTA за заслуги в области кинематографа за 1952 год состоялась в Лондоне в 1953 году.
В номинации «Лучший фильм» на награду претендовали киноленты из США («Африканская королева», «Сестра Керри», «Смерть коммивояжёра», «Огни рампы», «Поющие под дождём», «Трамвай „Желание“» и «Вива Сапата!»), Ганы («Мальчик Кумасену»), Франции («Золотая каска»), Италии («Чудо в Милане»), Мексики («Забытые»), Японии («Расёмон») и шесть картин из Великобритании, также представленные в категории «Лучший британский фильм».
Помимо фильмов, в 1953 году впервые были отмечены актёрские работы. Лучшими британскими актёрами стали Ральф Ричардсон и Вивьен Ли, среди актёров других национальностей победу одержали Марлон Брандо (США) и Симона Синьоре (Франция). Кроме того, была учреждена отдельная категория для дебютантов в кино — «Самый многообещающий новичок». Первым лауреатом стала Клер Блум.
Ниже приведён полный список победителей и номинантов премии с указанием имён режиссёров и актёров, а также оригинальных и русскоязычных названий фильмов. Названия фильмов и имена режиссёров и актёров, победивших в данной категории, выделены жирным шрифтом и отдельным цветом.
| Фильмы                                          |                                |                                 |                                            |
| Категория                                       | Фильм — русскоязычное название | Фильм — оригинальное название   | Режиссёр                                   |
| Лучший фильм                                    | • «Звуковой барьер»            | The Sound Barrier               | Дэвид Лин                                  |
| Лучший фильм                                    | • «Ангелы один-пять»           | Angels One Five                 | Джордж Мор О’Ферролл                       |
| Лучший фильм                                    | • «Африканская королева»       | The African Queen               | Джон Хьюстон                               |
| Лучший фильм                                    | • «Вива Сапата!»               | Viva Zapata!                    | Элиа Казан                                 |
| Лучший фильм                                    | • «Забытые»                    | Los Olvidados                   | Луис Буньюэль                              |
| Лучший фильм                                    | • «Заплачь, любимая страна»    | Cry, the Beloved Country        | Золтан Корда                               |
| Лучший фильм                                    | • «Золотая каска»              | Casque d’or                     | Жак Беккер                                 |
| Лучший фильм                                    | • «Изгнанник с островов»       | Outcast of the Islands          | Кэрол Рид                                  |
| Лучший фильм                                    | • «Мальчик Кумасену»           | The Boy Kumasenu                | Шон Грэм                                   |
| Лучший фильм                                    | • «Мэнди»                      | Mandy                           | Александр Маккендрик                       |
| Лучший фильм                                    | • «Огни рампы»                 | Limelight                       | Чарльз Чаплин                              |
| Лучший фильм                                    | • «Поющие под дождём»          | Singin' in the Rain             | Стэнли Донен, Джин Келли                   |
| Лучший фильм                                    | • «Расёмон»                    | 羅生門                          | Акира Куросава                             |
| Лучший фильм                                    | • «Река»                       | The River                       | Жан Ренуар                                 |
| Лучший фильм                                    | • «Сестра Керри»               | Carrie                          | Уильям Уайлер                              |
| Лучший фильм                                    | • «Смерть коммивояжёра»        | Death of a Salesman             | Ласло Бенедек                              |
| Лучший фильм                                    | • «Трамвай „Желание“»          | A Streetcar Named Desire        | Элиа Казан                                 |
| Лучший фильм                                    | • «Чудо в Милане»              | Miracolo a Milano               | Витторио Де Сика                           |
| Лучший британский фильм                         | • «Звуковой барьер»            | The Sound Barrier               | Дэвид Лин                                  |
| Лучший британский фильм                         | • «Ангелы один-пять»           | Angels One Five                 | Джордж Мор О’Ферролл                       |
| Лучший британский фильм                         | • «Заплачь, любимая страна»    | Cry, the Beloved Country        | Золтан Корда                               |
| Лучший британский фильм                         | • «Изгнанник с островов»       | Outcast of the Islands          | Кэрол Рид                                  |
| Лучший британский фильм                         | • «Мэнди»                      | Mandy                           | Александр Маккендрик                       |
| Лучший британский фильм                         | • «Река»                       | The River                       | Жан Ренуар                                 |
| Лучший документальный фильм                     | • «Королевское путешествие»    | Royal Journey                   | Роджер Блэз, Гудрун Паркер, Дэвид Бэйрстоу |
| Лучший документальный фильм                     | • «Историческое путешествие»   | Journey Into History            | Александр Шоу, Джон Тейлор                 |
| Лучший документальный фильм                     | • «Ле Ман 1952»                | Le Mans 1952                    | Билл Мэйсон                                |
| Лучший документальный фильм                     | • «Оперная школа»              | Opera School                    | Гудрун Паркер                              |
| Лучший документальный фильм                     | • «Пол-акра природы»           | Nature’s Half Acre              | Джеймс Алгар                               |
| Лучший документальный фильм                     | • —                            | Fishermen of Negombo            | —                                          |
| Лучший документальный фильм                     | • —                            | Highlights of Farnborough 1952  | —                                          |
| Лучший документальный фильм                     | • —                            | Ocean Terminal                  | Дж. Б. Холмс                               |
| Лучший документальный фильм                     | • —                            | The Open Window                 | —                                          |
| Лучший документальный фильм                     | • —                            | Rig 20                          | —                                          |
| Лучший документальный фильм                     | • —                            | The Streamlined Pig             | —                                          |
| Специальная награда Special Award               | • —                            | Animated Genesis                | —                                          |
| Специальная награда Special Award               | • —                            | A Phantasy                      | Норман Макларен                            |
| Специальная награда Special Award               | • —                            | To the Rescue                   | Роналд Уэйман                              |
| Специальная награда Special Award               | • —                            | The Moon                        | —                                          |
| Специальная награда Special Award               | • —                            | Balance 1950                    | —                                          |
| Специальная награда Special Award               | • —                            | The Angry Boy                   | —                                          |
| Специальная награда Special Award               | • —                            | The Carlsen Story               | —                                          |
| Специальная награда Special Award               | • —                            | The Stanlow Story               | —                                          |
| Специальная награда Special Award               | • —                            | Machining of Metals             | —                                          |
| Специальная награда Special Award               | • —                            | Demonstrations on Perception    | —                                          |
| Специальная награда Special Award               | • —                            | Organisation of the Human Body  | —                                          |
| Специальная награда Special Award               | • —                            | Basic Principles of Lubrication | —                                          |
| Награда объединённых наций United Nations Award | • «Заплачь, любимая страна»    | Cry, the Beloved Country        | Золтан Корда                               |
| Награда объединённых наций United Nations Award | • «Забытые»                    | Los Olvidados                   | Луис Буньюэль                              |
| Награда объединённых наций United Nations Award | • «Соседи»                     | Neighbours                      | Норман Макларен                            |
| Актёрские работы                                |                                |                                 |                                            |
| Категория                                       | Имя                            | Фильм — русскоязычное название  | Фильм — оригинальное название              |
| Лучший британский актёр                         | • Ральф Ричардсон              | «Звуковой барьер»               | The Sound Barrier                          |
| Лучший британский актёр                         | • Лоренс Оливье                | «Сестра Керри»                  | Carrie                                     |
| Лучший британский актёр                         | • Найджел Патрик               | «Звуковой барьер»               | The Sound Barrier                          |
| Лучший британский актёр                         | • Аластер Сим                  | «Глупо быть умным»              | Folly to Be Wise                           |
| Лучший британский актёр                         | • Джек Хокинс                  | «Мэнди»                         | Mandy                                      |
| Лучший британский актёр                         | • Джеймс Хэйтер                | «Записки Пиквикского клуба»     | The Pickwick Papers                        |
| Лучший иностранный актёр                        | • Марлон Брандо                | «Вива, Сапата!»                 | Viva Zapata!                               |
| Лучший иностранный актёр                        | • Хамфри Богарт                | «Африканская королева»          | The African Queen                          |
| Лучший иностранный актёр                        | • Франческо Голисано           | «Чудо в Милане»                 | Miracolo a Milano                          |
| Лучший иностранный актёр                        | • Фредрик Марч                 | «Смерть коммивояжёра»           | Death of a Salesman                        |
| Лучший иностранный актёр                        | • Пьер Френе                   | «Бог нуждается в людях»         | Dieu a besoin des hommes                   |
| Лучшая британская актриса                       | • Вивьен Ли                    | «Трамвай „Желание“»             | A Streetcar Named Desire                   |
| Лучшая британская актриса                       | • Селия Джонсон                | «Я верю в тебя»                 | I Believe in You                           |
| Лучшая британская актриса                       | • Филлис Калверт               | «Мэнди»                         | Mandy                                      |
| Лучшая британская актриса                       | • Энн Тодд                     | «Звуковой барьер»               | The Sound Barrier                          |
| Лучшая иностранная актриса                      | • Симона Синьоре               | «Золотая каска»                 | Casque d’or                                |
| Лучшая иностранная актриса                      | • Николь Стефан                | «Трудные дети»                  | Les Enfants Terribles                      |
| Лучшая иностранная актриса                      | • Эдвиж Фёйер                  | «Оливия»                        | Olivia                                     |
| Лучшая иностранная актриса                      | • Кэтрин Хепбёрн               | «Пэт и Майк»                    | Pat and Mike                               |
| Лучшая иностранная актриса                      | • Джуди Холидей                | «Спасти брак»                   | The Marrying Kind                          |
| Самый многообещающий новичок                    | • Клер Блум                    | «Огни рампы»                    | Limelight                                  |
| Самый многообещающий новичок                    | • Мэнди Миллер                 | «Мэнди»                         | Mandy                                      |
| Самый многообещающий новичок                    | • Дороти Тьютин                | «Как важно быть серьёзным»      | The Importance of Being Earnest            |
| Самый многообещающий новичок                    | • Дороти Элисон                | «Мэнди»                         | Mandy                                      |